# Голенищев, Аркадий Васильевич
Аркадий Васильевич Голенищев (4 января 1790 — 21 октября 1869, Николаев) — русский генерал, мореплаватель

## Начало военной службы
В 1799 году поступил кадетом в Морской кадетский корпус. 1 апреля 1807 года произведен в чин гардемарина. 24 декабря 1809 года произведен в чин мичмана. На корабле «Берлин» перешел из Архангельска в Ревель. 26 июля 1814 года произведен в чин лейтенанта. В том же году плавал на фрегате «Архипелаг» у берегов Голландии и Франции. В 1816 году на фрегате «Аргус» плавал по Балтийскому морю. 6 февраля 1817 года произведен в чин капитан-лейтенанта и назначен помощником начальника Камчатки капитана 1-го ранга П. И. Рикорда.

## Начальник Камчатки
6 декабря 1826 года Голенищев произведен в чин капитана 2-го ранга и назначен начальником Камчатки. 28 сентября 1828 года вступил в должность начальника. Отлично узнав условия жизни и положение Камчатки за довольно длительный срок проживания на полуострове, Голенищев подаёт на Высочайшее рассмотрение две записки: «Об улучшении Петропавловского порта и положении служащих» и «О преобразовании Камчатского края». По рассмотрению этих «Записок» работал особый комитет, и, к сожалению, предложения Голенищева, за редким исключением, не были приняты. Но по его ходатайству создаётся Камчатская земледельческая компания, основной целью которой было «…увеличение хлебопашества, лесоводства, скотоводства, производство огородных овощей». 6 декабря 1829 года Голенищев был произведен в чин капитана 1-го ранга. В период его правления были построены оранжереи с теплицами, создана библиотека, построены три больницы, наведен порядок в торговых делах, уничтожена зависимость местного населения от купечества. По его же распоряжению в 1830 году была сделана опись восточного берега Камчатки от Авачи до мыса Лопатки штабс-капитаном корпуса штурманов флота Ильиным, и в 1831 году он же описал Авачинскую губу и берег от неё до мыса Шипунского. 17 января 1835 года уволен от должности начальника Камчатки. 30 ноября 1837 года пожалован ежегодной пенсией в 3 тыс. рублей за службу на Камчатке.

## На Балтийском флоте
22 декабря 1837 года произведен в чин генерал-майора и назначен командиром 2-й бригады Балтийских ластовых экипажей. 24 апреля 1850 года произведен в чин генерал-лейтенанта с назначением членом общего присутствия морского интендантства. 21 февраля 1851 года пожалован орденом Св. Анны II степени с императорской короной. В 1851 году избран действительным членом Императорского Русского Географического общества. 6 декабря 1853 года награждён орденом Св. Владимира III степени. 26 августа 1856 года награждён орденом Св. Станислава I степени. 28 декабря 1859 году был уволен в отставку с производством в чин полного генерала.

## Память
В честь А. В. Голенищева назван мыс Голенищева (Берингово море, остров Карагинский, мыс описан в 1828 году Ф. П. Литке на шлюпе «Сенявин», им же назван по фамилии начальника Камчатки капитана 2 ранга Аркадия Васильевича Голенищева).

## Семья
- сын Голенищев Василий Аркадьевич (род. 1827) - капитан-лейтенант
- сын Голенищев Николай Аркадьевич (15 сент. 1829 – 24 дек. 1915) – контр-адмирал (1 июля 1885), начальник комиссариатской части Николаевского порта (с 2 авг. 1871).